# Pandemia de COVID-19 en Connecticut
El primer caso de la pandemia de enfermedad por coronavirus en Connecticut, estado de los Estados Unidos, inició el 8 de marzo de 2020. Hay 43.763 casos confirmados y 4.251 fallecidos.

## Cronología

### Marzo
El 8 de marzo, el primer caso confirmado en el estado fue reportado en la ciudad de Wilton. El paciente tenía entre 40 y 50 años y se cree que contrajo el virus durante un viaje a California.
El 9 de marzo se confirmó un segundo caso positivo de coronavirus. La paciente era una mujer de unos 60 años que trabajaba en el sector sanitario en el Hospital de Bridgeport.
El 10 de marzo, el gobernador Ned Lamont declaró una emergencia de preparación civil y salud pública en respuesta al coronavirus.
El 13 de marzo, el gobernador Lamont ordenó el cierre de todas las escuelas después del 16 de marzo hasta al menos el 31 de marzo.
El 24 de marzo, los soldados del 102.º Regimiento de Infantería de la Guardia Nacional de los Estados Unidos de Connecticut comenzaron a distribuir equipos de protección personal al personal de las instalaciones médicas en la Armería de Nueva Bretaña. Los miembros de la Guardia del pie del primer y segundo gobernador y la Guardia del caballo del segundo gobernador reunieron un hospital de campaña móvil en el Hospital Saint Francis en Hartford, Connecticut.
El 27 de marzo, el Dr. Cory Edgar, de 48 años, del Centro de Salud de la Universidad de Connecticut fue arrestado y acusado de un delito menor  de paz por toser y abrazar a sus compañeros de trabajo. Edgar goza de buena salud y no se cree que tenga COVID-19. El senador Chris Murphy (D-CT) dijo que los funcionarios de la administración rechazaron una oferta de financiación del Congreso realizada el 5 de febrero.
El 28 de marzo, el presidente Trump decidió no imponer un bloqueo general de dos semanas en Nueva York, Nueva Jersey y Connecticut; sin embargo, los Centros para el Control y la Prevención de Enfermedades (CDC) aconsejaron a los residentes de la región que no viajen, excepto para fines esenciales.

### Abril
El 11 de abril, la Guardia Nacional de los Estados Unidos en Connecticut inició la colocación de un Hospital de campaña con 646 camas en el Centro de Convenciones de Connecticut.

### Mayo
El 20 de mayo, el gobierno estatal comenzó la Fase 1 de un plan trifásico para reabrir Connecticut. La Fase 1 permitió museos y zoológicos (solo al aire libre), oficinas, restaurantes (solo al aire libre), tiendas y centros comerciales, recreación al aire libre e investigación universitaria.

### Junio
El 1 de junio, dos de los empleadores más grandes de Connecticut, Mohegan Sun Casino y Foxwoods Resort Casino, vuelven a abrir. Si bien Lamont insta públicamente a los casinos a permanecer cerrados, debido a la naturaleza soberana de las naciones tribales que poseen los casinos, pueden abrir antes de que se permitan negocios similares en Connecticut. El estado erige letreros eléctricos en las carreteras que conducen a los casinos, lo que desalienta a las personas a ir.
El 6 de junio, el gobierno informa que desde este día se abrirá las peluquerías y salones de belleza.
El 17 de junio, el estado comenzó la fase 2 de reapertura. Se permitió la apertura de restaurantes interiores, hoteles y gimnasios.

## Impacto

### En el deporte
En los deportes universitarios, la National Collegiate Athletic Association canceló todos los torneos de invierno y primavera, especialmente los torneos de baloncesto de hombres y mujeres de la División I, afectando a colegios y universidades de todo el estado. El 16 de marzo, la National Junior College Athletic Association también canceló el resto de las temporadas de invierno, así como las temporadas de primavera. Además, el CIAC, que regula el atletismo de la escuela secundaria en el estado, canceló los torneos de campeonato de invierno y actualmente se informa que está discutiendo el futuro de los deportes de primavera.

### En el trabajo
Se presentaron más de 30,000 reclamos de desempleo entre el viernes 13 de marzo y el martes 17 de marzo en Connecticut. Muchos de estos reclamos de desempleo se han asociado con el despido de empleados de empresas que no pueden permitirse el lujo de mantener a todo su personal durante el brote, así como también debido al cierre de empresas que dependen de interacciones públicas y sociales como bares y gimnasios.

### En las relaciones sociales
En respuesta al racismo contra asiáticos por la pandemia COVID-19, el gobernador de Connecticut, Ned Lamont, declaró durante un discurso en el laboratorio del Departamento de Salud Pública de Connecticut en Rocky Hill, "no hay vínculo entre la raza o el origen étnico y la propagación del coronavirus. Los virus no discriminan".

### En la educación
El gobernador Ned Lamont firmó una orden ejecutiva que requiere el cierre de todas las escuelas públicas de Connecticut el 17 de marzo hasta el 20 de mayo; finalmente se extendió por el resto del año escolar. Lamont también alentó a las escuelas privadas y otras escuelas no públicas a seguir el mismo horario. Para finales de abril varias universidades en Connecticut cambiaron al aprendizaje virtual.